# توماس متکالف
توماس متکالف (به انگلیسی: Thomas Metcalfe) سناتور سابق عضو حزب ویگ بود. وی در سال ۱۸۴۸ تا ۱۸۴۹ میلادی سناتور ایالت کنتاکی در سنای ایالات متحده آمریکا بود.